# Sacoué
Sacoué (gaskognisch Sàcoe) ist eine französische Gemeinde mit 84 Einwohnern (Stand 1. Januar 2022) im Département Hautes-Pyrénées in der Region Okzitanien; sie gehört zum Arrondissement Bagnères-de-Bigorre und zum Gemeindeverband Neste Barousse.

## Geografie
Sacoué liegt in den Pyrenäen, rund 48 Kilometer südöstlich der Stadt Tarbes an der Grenze zum Département Haute-Garonne. Die Gemeinde besteht aus dem Dorf Sacoué sowie wenigen Einzelgehöften. Weite Teile an den Berghängen sind bewaldet. Der höchste Punkt der Gemeinde ist der 1630 m hohe Pic de Douly an der westlichen Gemeindegrenze. Die Gemeinde liegt an der Straé D 125, wenige Kilometer westlich der Route nationale 125.

## Geschichte
Der Ort wurde im Jahr 1387 erstmals als De Saquo im Kirchenregister der Comminges erwähnt. Im Mittelalter lag Sacoué innerhalb der Grafschaft Barousse in der Region Armagnac, die ein Teil der Provinz Gascogne war. Die Gemeinde gehörte von 1793 bis 1801 zum District La Barthe. Zudem lag Sacoué von 1793 bis 2015 im Kanton Mauléon-Barousse. Die Gemeinde ist seit 1801 dem Arrondissement Bagnères-de-Bigorre zugeteilt.
Am 14. Juli 1944 zerschellte ein Flugzeug der Alliierten an der Ostflanke des Pic de Douly. Alle sieben Besatzungsmitglieder starben. Kämpfer der Résistance beerdigten die Überreste der Flugzeugbesatzung am 18. Juli 1944 am Unglücksort.

## Bevölkerungsentwicklung
| Jahr                       | 1962 | 1968 | 1975 | 1982 | 1990 | 1999 | 2006 | 2014 | 2020 |
| Einwohner                  | 102  | 65   | 51   | 46   | 46   | 54   | 62   | 75   | 80   |
| Quellen: Cassini und INSEE |      |      |      |      |      |      |      |      |      |

## Sehenswürdigkeiten
- Kirche Saint-Jean-l’Évangéliste; das Weihwasserbecken in der Kirche ist seit 1905 als Monument historique ausgewiesen[1]
- Gedenkplatte für die Gefallenen[2]
- kleiner Militärfriedhof für einen Kanadier und sechs Briten an deren Absturzstelle im Gebirge[3]
- Wegkreuz am Pass Col de Mortis
- Lavoir (Waschhaus)[4]

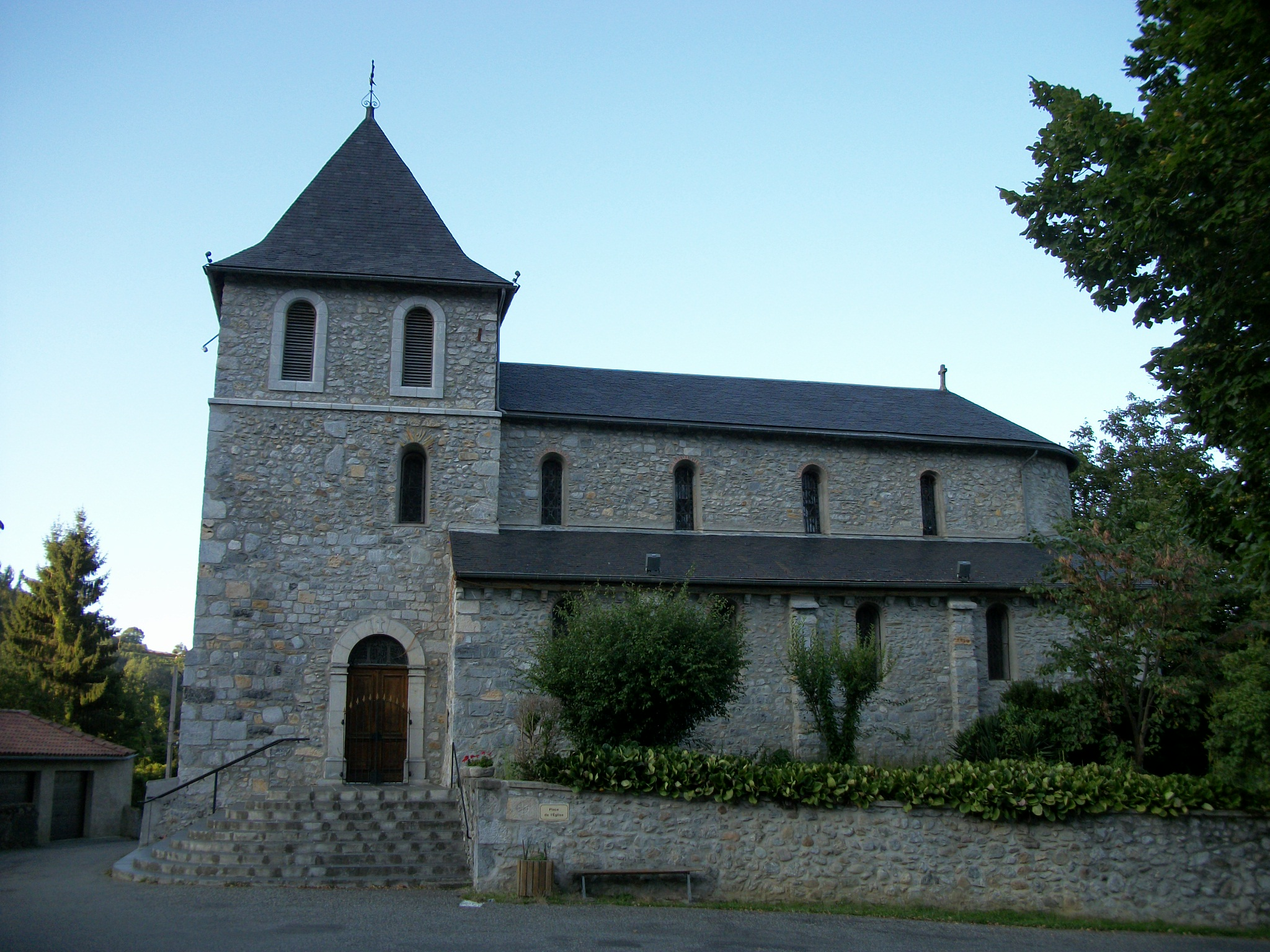
Kirche Saint-Jean-l’Évangéliste
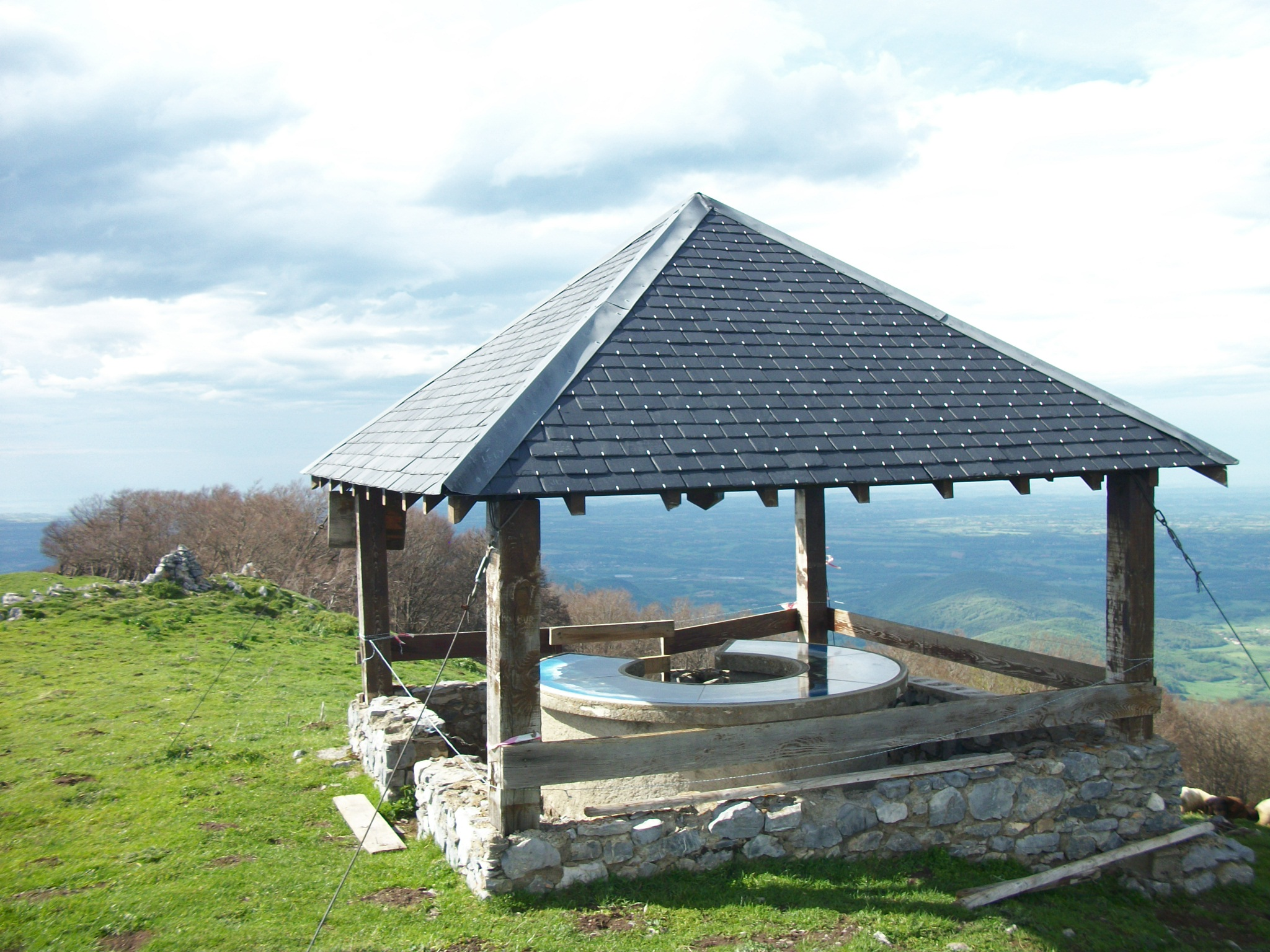
Aussichtspunkt auf dem Pic Tourroc
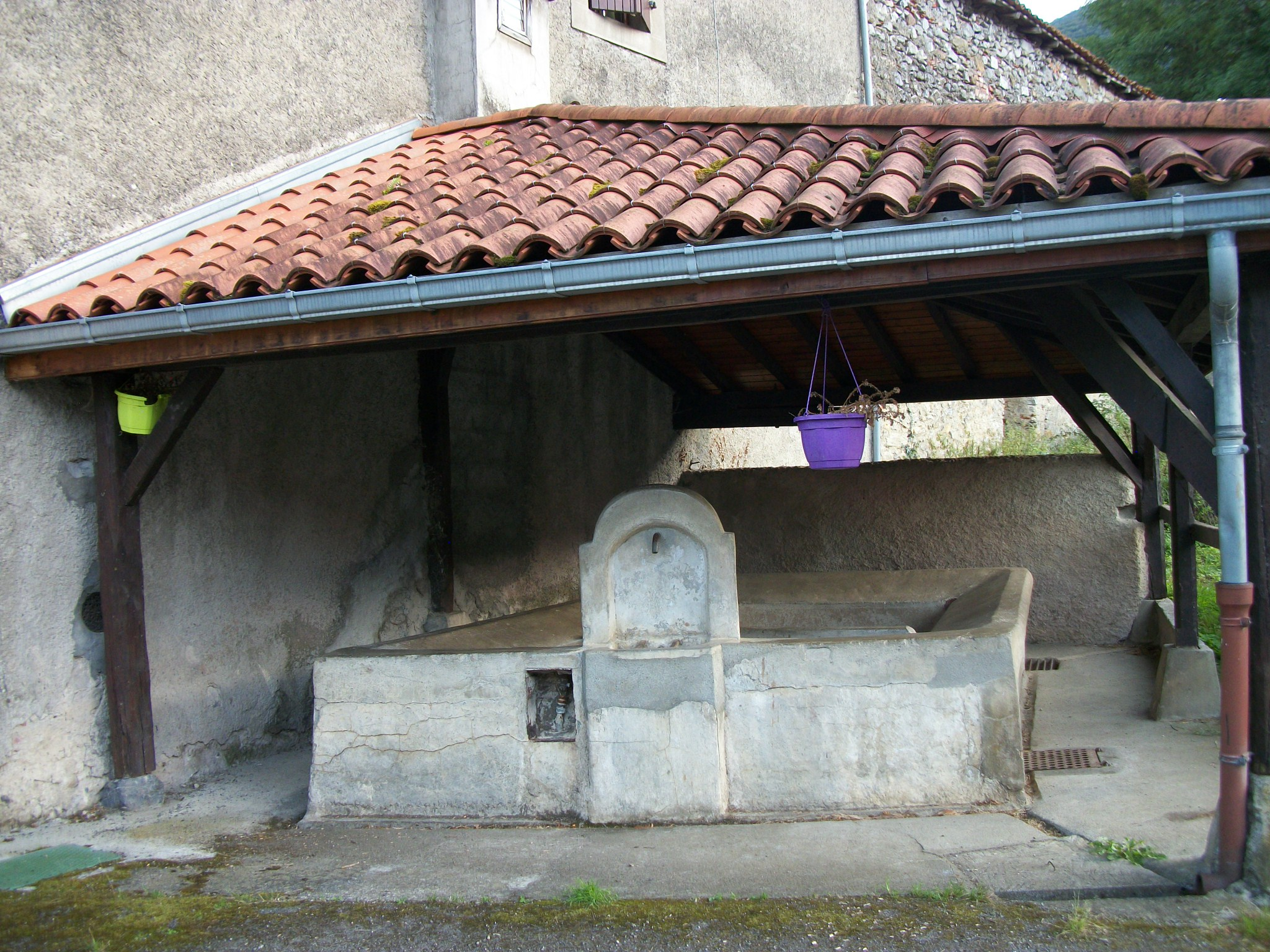
Lavoir
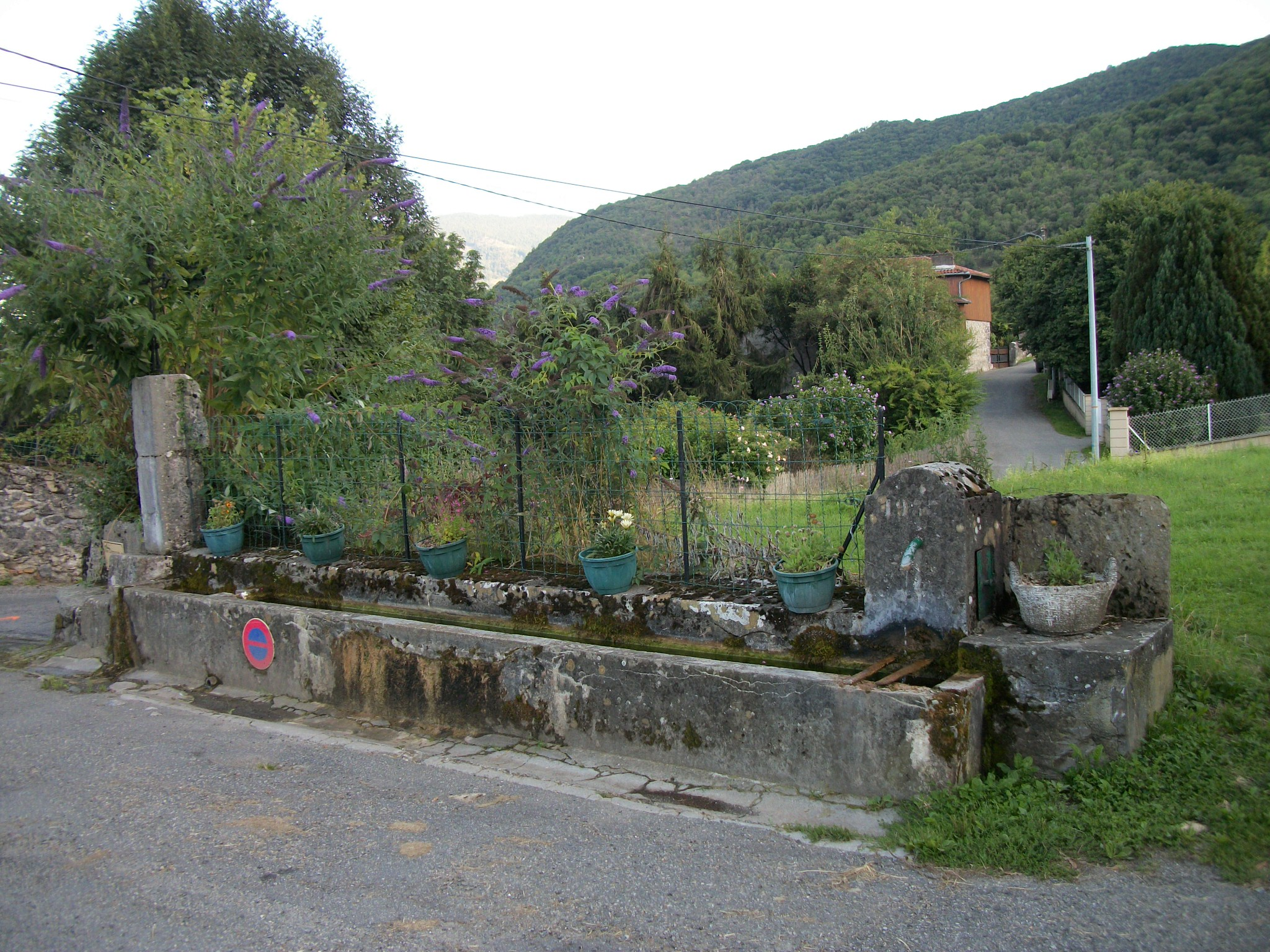
Ehemalige Viehtränke
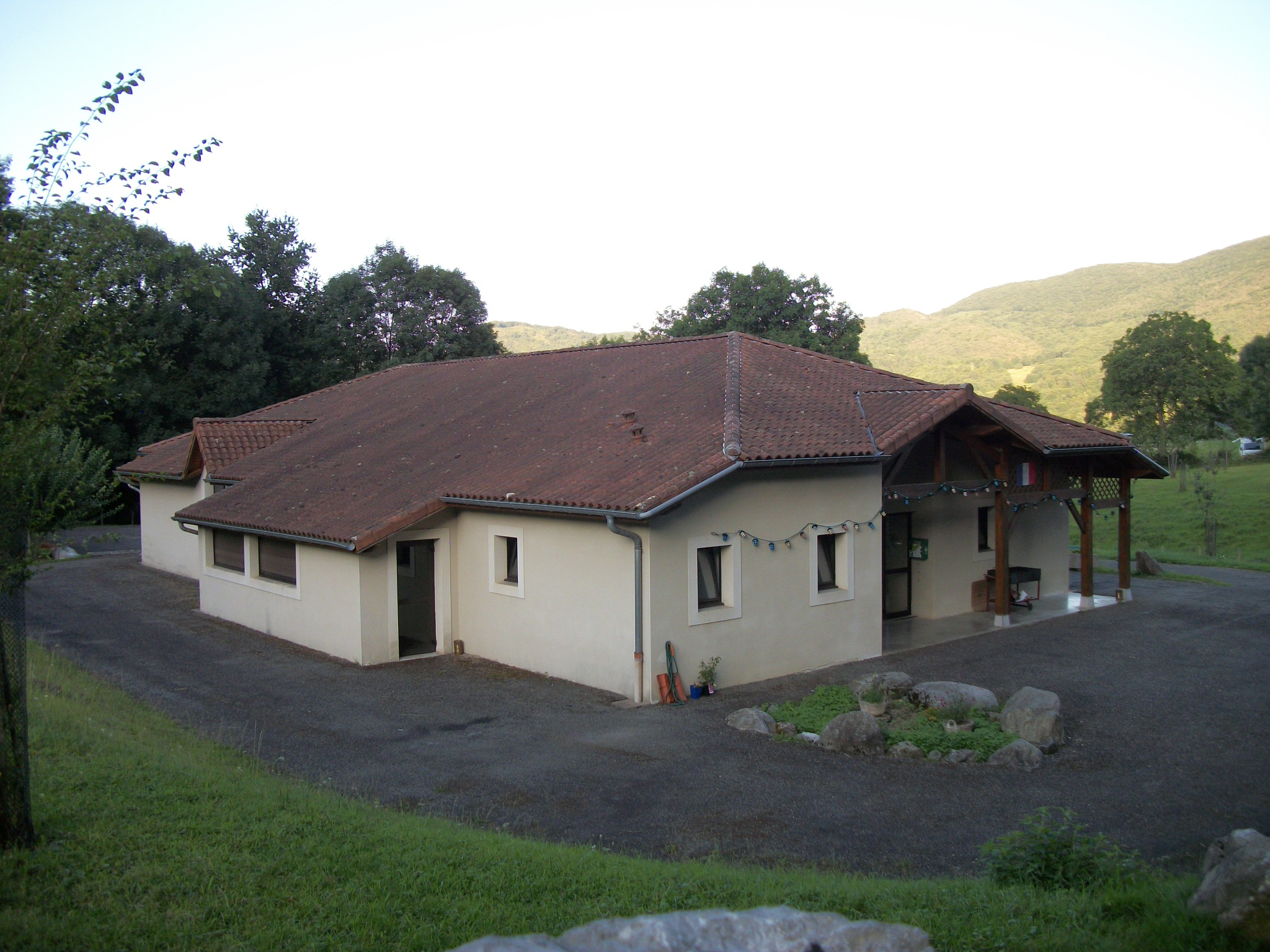
Gemeindefesthalle